# Сетуха (село)
Се́туха — село в составе Октябрьского сельского поселения Залегощенского района Орловской области России.
До образования Залегощенского района входило в состав Новосильского уезда Тульской губернии.

## География
Располагается на равнинной местности на пересечении автодорог Орёл — Залегощь и Залегощь — Сетуха — Мценск в 10 км от районного центра и в 3 км от сельского административного — села Архангельского.

## Название
Название могло быть получено по гидрониму с корнем сет-, распространённых в Центральной России. Из карты ПГМ (Планы дач генерального межевания) Тульской губернии конца XVIII века видно, что деревня Сетуха находится в самом начале Сетушного верха (оврага), который возможно был когда-то руслом небольшой, давно пересохшей, речки (ручья). 

## История
Упоминается в писцовой книге Новосильского уезда за 1678 год: «… за стлником за князем Борисом Алексеевичем Голицыным поместье в деревне Сетухе …». О происхождении прихода и статуса села сведений нет. Каменная церковь во имя Покрова Пресвятой Богородицы была построена помещиком села Ломец князем Сергеем Алексеевичем Голицыным в 1788 году. Приход состоял из самого села и деревень: Паниковца и Сергеевки. Имелась земская школа. В 1915 году в селе насчитывалось 184 крестьянских дворов.

## Население
| 1857 | 1859 | 1915  | 2002 | 2010 |
| ---- | ---- | ----- | ---- | ---- |
| 982  | ↘865 | ↗1243 | ↘267 | ↘230 |